# Gul iris och andra mysterier
Gul iris och andra mysterier (engelska: Problem at Pollensa Bay) är en novellsamling av Agatha Christie utgiven i Storbritannien 1991. Den innehåller två berättelser med Hercule Poirot, två med Parker Pyne, två med Mr. Harley Quin och två med gotisk fiktion.

## Innehåll
- Problem i Pollensa
- Andra gonggongen
- Gul iris
- Den mångfärgade teservisen
- Regattamysteriet
- Kärleksdetektiverna
- Näst efter en hund
- Magnoliablom

## Publicering
Den första brittiska tidningspubliceringen av alla berättelserna har inte dokumenterats fullt ut. Den kända listan är följande:
- Magnoliablom: Först publicerad i nummer 329 av Royal Magazine i mars 1926. Berättelsen dök först upp i bokform i Storbritannien 1982 i samlingen The Agatha Christie Hour (ISBN 0-00-231-3316) för att knyta an till en dramatisering av historien i TV-serien med samma namn.
- Kärleksdetektiverna: Först publicerad i nummer 236 av tidningen The Story-Teller i december 1926 under titeln At the Crossroads. Detta var den första av en serie på sex berättelser i på varandra följande nummer av tidskriften med titeln The Magic of Mr. Quin. De återstående fem publicerades senare i bokform i Den mystiske Mr Quin. Handlingen har likheter med Miss Marple-romanen Mordet i prästgården från 1930
- Näst efter en hund: Först publicerad i nummer 295 av Grand Magazine i september 1929.
- Andra gonggongen: Först publicerad i nummer 499 av The Strand Magazine i juli 1932. Denna berättelse med Hercule Poirot låg till grund för novellen Dead Man's Mirror från 1935.
- Problem i Pollensa: Först publicerad i nummer 539 av The Strand Magazine i november 1935. Berättelsen illustrerades av Jack M. Faulks. Detektiven är Parker Pyne.
- Regattamysteriet: Först publicerad i nummer 546 av The Strand Magazine i juni 1936 under titeln Poirot and the Regatta Mystery. Berättelsen illustrerades av Jack M. Faulks. Berättelsen skrevs senare om av Christie då hon ändrade detektiven från Hercule Poirot till Parker Pyne innan den första boken publicerades i USA i The Regatta Mystery and Other Stories 1939. Publiceringen i The Strand Magazine förblev den enda publiceringen av originalversionen av berättelsen i Storbritannien fram till 2008, då den inkluderades i samlingsvolymen "Hercule Poirot: the Complete Short Stories" (ISBN 978-0006513773).
- Gul iris: Först publicerad i nummer 559 av The Strand Magazine i juli 1937. Denna berättelse med Hercule Poirot låg till grund för romanen Cyankalium och champagne, där Poirot ersattes av överste Race och handlingen ändrades kraftigt.
- Ingen tidskriftspublikation av Den mångfärgade teservisen har ännu spårats. Berättelsen publicerades först i bokform i Storbritannien i Winter's Crimes #3 1971.